# Province d'Inaba
Inaba (因幡国, Inaba no kuni) est une ancienne province du Japon qui se trouvait dans une région qui est aujourd'hui la préfecture de Tottori. La province d'Inaba était entourée par les provinces d'Harima, Hoki, Mimasaka et de Tajima.
L'ancienne capitale provinciale était Tottori.